# Château de l'Étoile
Le château de l'Étoile est un château médiéval situé dans la commune de Montiel, province de Castille-La Manche en Espagne.

## Présentation
Il a été construit par les Arabes au IXe siècle et conquis par les chrétiens en 1226.
Sous ses murailles s'est déroulée la bataille de Montiel en mars 1369, durant la première guerre civile de Castille, défaite définitive de Pierre Ier de Castille qui, après s'être réfugié quelques jours dans le château à l'issue de la bataille, est fait prisonnier puis exécuté par son demi-frère Henri de Trastamare.

### Sources
- (es) Cet article est partiellement ou en totalité issu de l’article de Wikipédia en espagnol intitulé « Castillo de la Estrella » (voir la liste des auteurs).